# 多元数
数学における多元数（たげんすう、英: hypercomplex number; 超複素数）は、実数体上の単位的多元環の元を表す歴史的な用語である。多元数の研究は19世紀後半に現代的な群の表現論の基盤となった。

## 歴史
19世紀には、数学の文献において四元数 (quaternion), 双複素数 (tessarine), 余四元数 (coquaternion), 双四元数 (biquaternion) および八元数 (octonion) と呼ばれる数体系が実数や複素数に加えて確立された概念となっていた。多元数 (hypercomplex number) の概念はこれらすべてを包含するものであり、またこれらを説明し分類するための指針を示唆する呼称である。
カタログ化の試みは1872年にベンジャミン・パースが著書 Linear Associative Algebra（『結合線型環』）を初版した時に始まり、それは息子のチャールズ・サンダース・パースに引き継がれた。最も著しい点は、かれらが分類に有効な多元数として冪零元および冪等元を同定したことである。ケーリー＝ディクソン構成では、対合を用いて実数の体系から複素数、四元数、八元数が作り出される。フルヴィッツとフロベニウスはこのような超複素数性に限界があることを述べる定理を証明している（フルヴィッツの定理 (合成代数)およびフロベニウスの定理 (代数学)の項を参照）。最終的に、1958年にＪ・フランク・アダムズが位相的な方法を用いて有限次元実多元体が四種類（実数体 R, 複素数体 C, 四元数体 H, 八元数体 O）に限り存在することを証明した。
多元数の体系（超複素数系）の手綱をとったのは行列論であった。まず行列を用いて、実二次正方行列のような新たな多元数が供給される。すぐに、行列のパラダイムは、行列とその演算を用いて表現することでほかの多元数を説明するようになる。1907年にジョセフ・ウェダーバーンは結合的な超複素数系は必ず行列環か行列環の直和として表現されなければならないことを示した（アルティン・ウェダーバーンの定理）。これ以降、ウェダーバーンのエディンバラ大学での修士論文タイトルにも見られるように、このような超複素数系を言い表す用語として結合多元環 (associative algebra) が用いられるようになっていった。それでもなお、八元数や双曲四元数のような非結合的な体系の表す別種の超複素数系があることに注意すべきである。
ホーキンスの説明によれば、超複素数系はリー群およびその表現論を学ぶための布石である。例えば、1929年にエミー・ネーターは „Hyperkomplexe Größen und Darstellungstheorie“（『超複素数量および表現論』）を書き下ろした。1973年に書かれた多元数に関する教科書 Гиперкомплексные числа Кантор & Солодовников (1973) は各国語で翻訳が出ている。
カレン・パーシャルは、テオドール・モリーンやエデュアルト・シュテューディらの著名な役割を含む、多元数の黄金時代の詳細な説明を書いている。現代代数学への移り変わりについて、B・L・ファン・デル・ヴェルデンは自身の著書 History of Algebra（『代数学の歴史』）において多元数について30頁の紙幅を割いている。

## 定義
Кантор & Солодовников (1973)によれば、多元数あるいは超複素数は、実数体 R 上有限次元の単位的分配多元環（結合的である必要はない）の元として定義されている。n-次元の各多元数（n-元数）x は、実数係数 a0, …, an−1 を用いて基底 {1, i1, …, in−1} の一次結合
{\displaystyle x=a_{0}1+a_{1}i_{1}+\dotsb +a_{n-1}i_{n-1}}
の形に書き表される。可能ならば、各基底 ik について、その平方 ik2 が −1, 0, 1 のいずれかになるようにするのが慣習である。

## 例
定理
同型を除いて、実数体上二次元の単位的多元環は通常の複素数、分解型複素数、二重数のちょうど三種類しかない。

## いくつかの系列について

### クリフォード代数
クリフォード代数は、二次形式を備える線型空間を台として、その上に構成される単位的結合多元環である。二次形式を持つということは、実数体上では対称双線型形式の意味でのスカラー積 u⋅v = 1/2(uv + vu) を定義できることと同値で、これに関する直交化を施すことにより、基底 {e1, …, ek} で
{\displaystyle {\frac {1}{2}}(e_{i}e_{j}+e_{j}e_{i})={\begin{cases}-1,0,+1&(i=j)\\0&(i\neq j)\end{cases}}}
を満たすものをとることができる。乗法が閉じるように、2k 個の元 {1, e1, e2, e3, …, e1e2, …, e1e2e3, …} によって張られる多重ベクトルの空間を作る。これらの多重ベクトルを超複素数系の基底として解釈することができる。この基底は、もとの基底 {e1, …, ek} と異なり、それらの交換に際していくつ単純因子を入れ替える必要があるかによって、反交換となることもならないこともある。つまり、例えば e1e2 = −e2e1 だが、 e1(e2e3) = +(e2e3)e1 である。
ei2 = 0 となる eiを含む基底（つまり、もとの空間において二次形式が退化している方向）を除けば、そうでない部分で作られるクリフォード線型環は Clp,q(R) とラベル付けることができる。この記法の添字については、この多元環の単純基底元のうち p 個が ei2 = +1 を満たし、かつ q 個が ej2 = −1 を満たすということ、また R はこれが実数体上の多元環（各元の係数が実数）であることを示唆するものである。
幾何代数と呼ばれるこれら多元環は体系的な集合を成し、特に古典力学、量子力学、電磁気学、相対性理論における回転、位相、スピンなどを含む物理学的問題に非常に有効なことが知られている。例えば:
- 複素数体 Cl0,1(R), 分解型複素数環 Cl1,0(R), 四元数体 Cl0,2(R), 分解型双四元数（英語版）環 Cl0,3(R),
- 余四元数（英語版）環 Cl1,1(R) ≈ Cl2,0(R)：二次元空間の自然代数 (natural algebra)
- Cl3,0(R): 三次元の自然代数、パウリ行列の代数
- 時空代数（英語版） Cl1,3(R)

多元環 Clp,q(R) の元全体は、多元環 Clq+1,p(R) の偶部分環 Cl 0
q+1,p (R) を成す。このことはより大きな代数における回転をパラメータ付けするために利用することができる。これはつまり、複素数と二次元空間の回転の間の、あるいは四元数と四次元空間の回転の間の、また分解型複素数と 1 + 1次元空間の双曲的回転（ローレンツ変換）の間の、ほかにも同様の、それぞれ近しい関係があるということである。
ケーリー＝ディクソン構成やその変形である分解型の構成法では八次元以上になると乗法に関して結合的でなくなるが、クリフォード線型環は何次元であっても結合的なままである。
1995年にイアン・ポーテアスは自身のクリフォード線型環に関する著書で “The recognition of subalgebras”（部分多元環の解釈）について書いている。その命題 11.4 に多元数の場合がまとめられている：単位元 1 を持つ結合的実多元環 A について、
- 1 は実数体 R を生成する。
- e02 = −1 を満たす任意の元 e0 ∈ A の生成する二次元部分環は、複素数体 C に同型である。
- e02 = +1 を満たす任意の元 e0 ∈ A の生成する二次元部分環は、分解型複素数環 2R に同型である。
- 互いに反交換する A の二元 {e0, e1} の生成する四次元部分環は、e02 = e12 = −1 ならば必ず四元数体 H に同型である。
- 互いに反交換する A の二元 {e0, e1} の生成する四次元部分環は、e02 = e12 = +1 ならば必ず余四元数（英語版）環 M2(R) に同型である。
- 互いに反交換する A の三元 {e0, e1, e2} の生成する八次元部分環は、e02 = e12 = e22 = −1 ならば必ず分解型双四元数（英語版） 2H に同型である。
- 互いに反交換する A の三元 {e0, e1, e2} の生成する八次元部分環は、e02 = e12 = e22 = +1 ならば必ず双四元数（英語版）環（あるいはパウリ代数）M2(C) に同型である。

古典多元環を超えた拡張については、クリフォード代数の分類の項を参照せよ。

### ケーリー＝ディクソン代数
実数体、複素数体、四元数体を除くすべてのクリフォード代数 Clp,q(R) は、平方が +1 となる非実元を持ち、従って多元体とならない。複素数を拡張する別のアプローチとしてケーリー＝ディクソン構成をとることが挙げられる。これにより作り出される数体系は、n = 2, 3, 4, … に対して 2n次元で、その基底 {1, i1, …, i2n−1} の非実基底元 im はすべて互いに反交換し、かつ im2 = −1 を満足する（虚数単位）。こうして得られる多元環は、八次元以上 (n ≥ 3) で非結合的となり、十六次元以上 (n ≥ 4) で零因子を含む。
この系列の初めの方は、四次元の四元数、八次元の八元数、十六次元の十六元数で、次元が上がるごとに代数的対称性がそれぞれ失われていく。実際、四元数の乗法は可換でなくなり、八元数の乗法は結合的でなくなり、十六元数のノルムは乗法的でなくなる。
ケーリー＝ディクソン構成の適当な段階において余分な符号を挿入することにより、構成を変形することができる。そうして（多元体を考える代わりに）合成代数の系列に属する「分解型多元環」(“split algebra”) を作り出すことができる。
- 分解型複素数：基底 {1, j} (j2 = +1)
- 分解型四元数（英語版）：基底 {1, i, j, k} (i2 = −1, j2 = k2 = +1)
- 分解型八元数：基底 {1, i1, i2, i3, i4, i5, i6, i7} (i12 = i22 = i32 = −1, i42 = i52 = i62 = i72 = +1)

複素数と異なり、分解型複素数の全体は代数的閉体でなく、さらに零因子や非自明な冪等元を含む。四元数同様に、分解型四元数の全体は非可換だが、さらに冪零元を含む点では異なる（分解型四元数環は M2(R) に同型である）。分解型八元数の全体は非結合的で冪零元を含む。

### テンソル積による構成
任意の二つの多元環のテンソル積はふたたび多元環とすることができるから、これにより多くの様々な超複素数系の例を作り出すことができる。
特に複素数体 C（を実数体 R 上の多元環と見たもの）とのテンソル積をとれば、四次元の双複素数環 C ⊗R C, 八次元の双四元数環 C ⊗R H, 十六次元の複素八元数環 C ⊗R O が得られる。

### 更なる例
- 双複素数 C ⊕ C：実四次元多元環であり、かつ複素二次元の多元環にもなる
- 多重複素数 Cn+1 = Cn + inCn (C1 = C, i1 = i)：n = 1, 2, … に対して定義される、複素 2n−1次元（実 2n次元）ベクトル空間と虚数単位の系列
- 合成代数：代数の乗法の分解に伴って分解する二次形式を備えた多元環（四平方和定理などと関連がある）

## 注
1. ↑  Peirce, Benjamin (1881). Linear Associative Algebra. 4. 221–6. doi:10.2307/2369153. JSTOR 2369153
2. ↑  Adams, J. F. (1960-07). “On the Non-Existence of Elements of Hopf Invariant One”. Annals of Mathematics 72 (1):  20–104. doi:10.2307/1970147. JSTOR 1970147.
3. ↑  Wedderburn (1908)
4. ↑  Hawkins, Thomas (1972). “Hypercomplex numbers, Lie groups, and the creation of group representation theory”. Archive for History of Exact Sciences 8 (4):  243–287. doi:10.1007/BF00328434.
5. ↑  Noether, Emmy (1929). “Hyperkomplexe Größen und Darstellungstheorie” (ドイツ語). Mathematische Annalen 30:  641-692. doi:10.1007/BF01187794.  オリジナルの2016-03-29時点におけるアーカイブ。.
6. ↑  独訳： Hyperkomplexe Zahlen. Leipzig: BSB B.G. Teubner Verlagsgesellschaft. (1978);
 英訳： Hypercomplex numbers. Berlin, New York: Springer-Verlag. (1989). ISBN 978-0-387-96980-0. MR996029;
 日本語訳：浅野洋、笠原久弘 訳『超複素数入門: 多元環へのアプローチ』森北出版、1999年。
7. ↑  Parshall, Karen (1985). “Joseph H. M. Wedderburn and the structure theory of algebras”. Archive for History of Exact Sciences 32 (3–4):  223–349. doi:10.1007/BF00348450.
8. ↑  Molien, Theodor (1893). “Über Systeme höherer complexer Zahlen”. Mathematische Annalen 41 (1):  83–156. doi:10.1007/BF01443450.
9. ↑  Study, Eduard (1898). “Theorie der gemeinen und höhern komplexen Grössen”. Encyclopädie der mathematischen Wissenschaften. I A. pp. 147–183
10. ↑  van der Waerden, B.L. (1985), “Chapter 10: The discovery of algebras, Chapter 11: Structure of algebras”, A History of Algebra, Springer, ISBN 3-540-13610X
11. ↑  Yaglom, Isaak (1968), Complex Numbers in Geometry, pp. 10–14
12. ↑  Ewing, John H., ed. (1991), Numbers, Springer, p. 237, ISBN 3-540-97497-0
13. ↑  Кантор & Солодовников (1973), 14,15
14. ↑  Porteous, Ian R. (1995). Clifford Algebras and the Classical Groups. Cambridge University Press. pp. 88–89. ISBN 0-521-55177-3

## 関連文献
- Кантор, И.Л.; Солодовников, А.С. (1973) (ロシア語). Гиперкомплексные числа. Рипол Классик. ISBN 9785458447003
- Alfsmann, Daniel (2006), “On families of 2^N dimensional hypercomplex algebras suitable for digital signal processing”, 14th European Signal Processing Conference, Florence, Italy, pp. 1–4
- Artin, Emil (1965). “Zur Theorie der hyperkomplexen Zahlen; Zur Arithmetik hyperkomplexer Zahlen”. In Lang, Serge; Tate, John T.. The Collected Papers of Emil Artin. Addison-Wesley. pp. 301–345
- Baez, John (2002). “The Octonions”. Bulletin of the American Mathematical Society 39 (2):  145–205. arXiv:math/0105155. doi:10.1090/S0273-0979-01-00934-X. ISSN 0002-9904.
- Cartan, Élie (1908). “Les systèmes de nombres complex et les groupes de transformations”. Encyclopédie des sciences mathématiques pures et appliquées. I 1. and Ouvres Completes T.2 pt. 1, pp 107–246.
- Herzberger, Max (1923). Ueber Systeme hyperkomplexer Grössen (Doctoral Dissertation). Friedrich Wilhelm University. 2021年1月30日時点のオリジナルよりアーカイブ。2015年9月20日閲覧。
- La Duke, Jeanne (1983). “The study of linear associative algebras in the United States, 1870–1927”. In Srinivasan, B.; Sally, J.. Emmy Noether in Bryn Mawr: Proceedings of a Symposium Sponsored by the Association for Women in Mathematics in Honor of Emmy Noether's 100th Birthday. Springer. pp. 147–159. ISBN 978-0-387-90838-0
- Olariu, Silviu (2002). Complex Numbers in N Dimensions. North-Holland Mathematics Studies. 190. Elsevier. ISBN 0-444-51123-7
- Sabadini, Irene; Shapiro, Michael; Sommen, Frank, eds (2009). Hypercomplex Analysis and Applications. Birkhauser. ISBN 978-3-7643-9892-7
- Taber, Henry (1904). “On Hypercomplex Number Systems”. Transactions of the American Mathematical Society 5 (4):  509–548. doi:10.2307/1986280. JSTOR 1986280.
- Wedderburn, J.H. (1908). “On Hypercomplex Numbers”. Proceedings of the London Mathematical Society s2-6 (1):  77–118. doi:10.1112/plms/s2-6.1.77.